# Punch House
A Punch House egykori fogadó és szálloda a walesi Monmouth központjában, az Agincourt Square-en.

## Története
A Punch House eredetileg egy fogadó volt The Wine Vaults (magyarul: a borpincék) néven. A korabeli feljegyzésekből ismert, hogy 1769-ben már létezett, de építésének pontos ideje nem ismert. A fogadót 1832 körül mai nevén említik, ám hivatalosan csak 1896-ban vette fel a Punch House nevet. 1822-ben John Powell üzemeltette. Míg a Powell-család birtokában volt, a kocsmában bor- és alkoholkereskedéssel is foglalkoztak. Az épületben az 1990-es évekig két különálló kocsma működött. Ezt követően a Punch House-t kibővítették megszüntetve a szomszédos The Bull (magyarul: a bika) nevű kocsmát. A The Bull az 1800-as években The Black Bull (magyarul: a fekete bika) néven volt ismert.
Az épület II. kategóriás brit műemlék (British Listed Building) 1974. augusztus 15. óta. Az épület homlokzata stukkózott, szögletes sarokoszlopokkal, félig kontyolt, walesi palából készült nyeregtetővel. Az egykori The Bull tetővonala valamivel alacsonyabb.

## Fordítás
- Ez a szócikk részben vagy egészben  a   Punch House, Monmouth című angol Wikipédia-szócikk ezen változatának fordításán alapul.  Az eredeti cikk szerkesztőit annak laptörténete sorolja fel. Ez a jelzés csupán a megfogalmazás eredetét és a szerzői jogokat jelzi, nem szolgál a cikkben szereplő információk forrásmegjelöléseként.